# Гардеман, Григорий Иванович
Григорий Иванович Гардеман (1907, село Софиевка, Херсонский уезд, Херсонская губерния, Российская империя — 1942) — участник Великой Отечественной войны, Герой Советского Союза, политрук 7-й стрелковой роты 71-го стрелкового полка (30-я стрелковая дивизия, 56-я армия, Южный фронт).

## Биография
Родился в 1907 году в еврейской земледельческой колонии села Софиевка (ныне Бериславского района Херсонской области Украины) в семье ремесленника. Еврей.
Отец его погиб в 1919 году в боях с белогвардейцами во время гражданской войны. До войны Гардеман жил в родном селе. Окончив школу, много лет работал в совхозе «Бериславский» механизатором, бригадиром тракторной бригады, председателем месткома. Член ВКП(б) с 1940 года. В 1941 году окончил двухгодичную совпартшколу.
28 июля 1941 года Бериславским РВК был призван в Красную Армию. Служил в качестве политрука роты и прошёл со своим полком тяжёлый путь отступления с Украины до Ростовской области. Принимал участие в оборонительных, а позднее — в наступательных боях 30-й Иркутской стрелковой дивизии на Ростовском направлении. Приобрёл боевой опыт, являлся для бойцов примером дисциплины и отваги.

## Подвиг

Фотография в военной форме

В декабре 1941 года неожиданным ударом рота, где Гардеман служил политруком, уничтожила взвод немецких солдат, захватила три пулемёта, автомашину с пушкой. В конце января 1942 года дивизия перешла в наступление.
28 января при наступлении у реки Миус рота получила приказ овладеть опорным пунктом противника в районе села Ряженое (Матвеево-Курганский район Ростовской области). Нашим бойцам удалось с ходу занять передовые траншеи противника. Но, опомнившись, немцы стали оказывать яростное сопротивление. Бой шёл за каждый дом в селе, за каждую улицу. Рота уничтожила 3 вражеских дзота и нанесла противнику большие потери. Во время атаки командир роты лейтенант В. В. Есауленко был убит. Командование ротой принял на себя Г. И. Гардеман. Умело используя огонь артиллерии и пулемётов, он со своими бойцами выполнил боевую задачу.
8 марта рота получила задание — выбить противника из опорного пункта «Каменоломни» (район села Ряженое). Гардеман провёл разведку и выяснил, где находятся немецкие огневые точки. Затем вызвал по ним огонь поддерживающей артиллерийской батареи и поднял свою сильно поредевшую роту в атаку. Ей удалось захватить лишь первую траншею врага. Не успели бойцы закрепиться, как немцы предприняли контратаку при поддержке танков. Гардеман сосредоточил по пехоте огонь своих ручных пулемётов и вызвал огонь артиллерии по танкам. Навстречу танкам поползли бойцы с гранатами и бутылками горючей смеси. Три танка были подбиты, но остальные, ведя огонь, двигались вперёд. Когда один из танков приблизился к траншее, где находился Гардеман, он поднялся во весь рост и кинул под его гусеницы противотанковую гранату. Танк был подбит, но автоматная очередь скосила Гардемана. Контратака врага была отбита. Наши бойцы кинулись вперёд и овладели второй траншеей.
Командир полка майор Ковалёв и комиссар Пышный в наградном листе написали:

«Это был прекрасный современный командир. В боях проявлял исключительную смелость, находчивость и бесстрашие. Разгрому немецко-фашистских захватчиков Гардеман отдавал все свои силы и способности. Там, где сражались политрук Гардеман и его командир роты Есауленко, приходил успех, достигалась победа».

Похоронен Г. И. Гардеман в селе Политотдельское Ряженского сельского поселения Матвеево-Курганского района Ростовской области.
Указом Президиума Верховного Совета СССР «О присвоении звания Героя Советского Союза начальствующему и рядовому составу Красной Армии» от 31 марта 1943 года за «образцовое выполнение боевых заданий командования на фронте борьбы с немецкими захватчиками и проявленные при этом отвагу и геройство» удостоен посмертно звания Героя Советского Союза.

## Память
- Центральная улица села Политодельское носит имя Героя[3].